# Kľušov
Kľušov – wieś (obec) na Słowacji położona w kraju preszowskim, w powiecie Bardejów. Pierwsze wzmianki o miejscowości pochodzą z roku 1330.
Według spisu ludności z dnia 21 maja 2011, wieś zamieszkiwało 1039 osób.